# La radio
La radio è un brano musicale di Eugenio Finardi, pubblicato nel 45 giri come lato B di Musica ribelle, sempre nello stesso anno fu pubblicato nell'album  Sugo.

## Storia e significato
piace ancor di più perché libera la mente»
(Eugenio Finardi, La radio, 1976)
La radio è un brano nato come jingle di Radio Popolare, emittente con sede a Milano fondata nel 1976, dalla vocazione “libera e indipendente”, il quale diventò il simbolo delle radio libere, che in quegli anni si stavano diffondendo in tutta Italia.

## Formazione
- Eugenio Finardi – voce, pianoforte
- Hugh Bullen – basso
- Luca Francesconi – pianoforte, Fender Rhodes
- Alberto Camerini – chitarra
- Lucio Fabbri – violino, cori, organo Hammond, basso, violoncello, chitarra, sintetizzatore, ARP, pianoforte
- Patrizio Fariselli - pianoforte, ARP, sintetizzatore
- Paolo Tofani – chitarra
- Walter Calloni – batteria
- Sebastiano Piscicelli – percussioni
- Lucio Bardi – mandolino
- Ares Tavolazzi – contrabbasso